# Agrippina Vaganova
Pour les articles homonymes, voir Vaganova.
Agrippina Iakovlevna Vaganova (en russe : Агриппина Яковлевна Ваганова ; 14 juin 1879 - 5 novembre 1951) est une danseuse russe, chorégraphe et professeur, fondatrice de la théorie du ballet classique russe (Méthode Vaganova), autrice du livre Les Bases de la danse classique (1934). 

## Biographie
Agrippina Vaganova naît le 14 juin 1879 à Saint-Pétersbourg dans une famille de trois enfants. Son père Hakop Vaganov (russisé: Iakov), d'origine arménienne, ayant servi comme sous-officier à Astrakhan, où une communauté arménienne existait depuis l'époque d'Ivan le Terrible, après sa retraite s'installe à Saint-Pétersbourg et est ouvreur au Théâtre Mariinsky.
À dix ans, Agrippina est admise à l'École théâtrale de Saint-Pétersbourg, bien que la jeune fille ne répondait pas aux canons du ballet classique : elle avait les jambes fortes et très musclées, les traits grossiers. Cependant, grâce à ses efforts, elle devient l'une des premières élèves de la classe. Parmi ses professeurs, il y avait Vladimir Stepanov, Lev Ivanov, Ekaterina Vazem.
À l'examen final, Agrippina reçoit 11 sur 12. Cependant, elle était obligée de rester à l'école en tant qu'étudiante parce qu'elle n'était pas assez grande pour finir l'école et passe une année dans la classe de Pavel Gerdt.
En 1897, Vaganova est acceptée au Théâtre Mariinsky en tant que danseuse du corps de ballet. Bien qu'obtenir les premiers rôles soit difficile, elle y réussit par sa persévérance. Pour son style individuel et sa technique, les critiques l'appelaient la « reine des variations ». 
Ses rôles les plus remarquables sont ceux de la Dryade dans Don Quichotte, la Reine des Eaux dans Le Petit Cheval bossu. Elle joue également les rôles principaux dans Le Lac des cygnes et dans Giselle. 
En 1915, elle est mise à la retraite du Théâtre. Elle n'a que 36 ans. Pour gagner de l'argent, Agrippina Vaganova donne des concerts et commence à enseigner.
Elle enseigne à l'École de danse pendant trente ans - de 1921 à 1951. De 1931 à 1937, elle dirige le ballet du Kirov, où elle monte de nouvelles versions du Lac des cygnes et de La Esmeralda. Elle dirige également une classe de perfectionnement pour les danseuses du théâtre jusqu'en 1951, date à laquelle Natalia Doudinskaïa lui succède.
En 1934, à l'initiative de Vaganova et de Boris Chavrov, l'École de danse fonde un département pour former les enseignants qu'elle dirige.
Parmi ses élèves de l'École figurent les ballerines soviétiques Marina Semenova, Olga Jordan, Galina Oulanova, Tatiana Vecheslova, Feya Balabina, Natalia Doudinskaïa, Galina Kirillova, Alla Chelest, Ninel Petrova, Nonna Yastrebova, Olga Moïseïeva, Lioudmilla Safronova, Ninel Kourgapkina, Alla Ossipenko, Galina Kekicheva et Irina Kolpakova.
Son enseignement visait à combiner le style élégant et raffiné des Ballets impériaux russes, où elle avait été formée, avec la danse plus vigoureuse apparue en Union soviétique. Elle s'est démarquée du style français et de la méthode d'Enrico Cecchetti pour innover dans un style où la force et l'élasticité musculaires donnent une expression de lyrisme héroïque à son enseignement.
Sa méthode a fait l'objet d'un livre, Les Bases de la danse classique (1934).
Elle est enterrée au cimetière Volkovo.
Le 1er novembre 1957, l'école de danse de la rue Rossi a été renommée en son honneur. C'est aujourd'hui l'académie de ballet Vaganova.

## Répertoire
- pas de six de La Vivandière (1900)
- Miroir Magique (1903)
- pas de trois de La Bayadère
- pas de trois du Corsaire
- Hébé - La Réveil de Flore
- La Fille-Tzar - Le Petit Cheval bossu
- La Dryade - Don Quichotte
- Naïla - La Source
- Giselle - Giselle, ou les Wilis (1916)

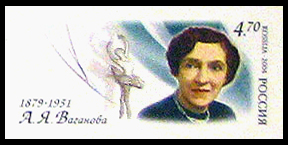
Un timbre-poste russe en honneur de Vaganova, 2004.

- Odette/Odile - Le Lac des cygnes

## Œuvre
- 1925 : La Source, d'après Arthur Saint-Léon (Saint-Pétersbourg)
- 1933 : Le Lac des cygnes, d'après Marius Petipa (Saint-Pétersbourg)
- 1935 : La Esmeralda, d'après Jules Perrot et Marius Petipa (Saint-Pétersbourg)
- 1938 : Chopiniana (Les Sylphides), d'après Michel Fokine (Saint-Pétersbourg)